# Athetis gonionephra
Athetis gonionephra là một loài bướm đêm trong họ Noctuidae.